# Ceny Anděl 2012
Ceny Akademie populární hudby Anděl 2012.

## Ceny a nominace

### Hlavní ceny

#### Skupina roku
- Kryštof – Inzerát
- Charlie Straight – Someone With a Slow Heartbeat
- Zrní – Soundtrack ke konci světa

#### Zpěvák roku
- Vojtěch Dyk – Live at la Fabrika
- Boris Carloff – The Escapist
- Richard Krajčo – Inzerát

#### Zpěvačka roku
- Aneta Langerová – Pár míst...
- Lucie Bílá – Modi
- Iva Bittová – Zvon

#### Objev roku
- Zrní – Soundtrack ke konci světa
- A Banquet – Breath
- Boris Carloff – The Escapist

#### Album roku
- Kryštof – Inzerát
- Boris Carloff – The Escapist
- Charlie Straight – Someone With a Slow Heartbeat

#### Skladba roku
- Charlie Straight – Coco
- Kryštof – Inzerát
- Kryštof a Jaromír Nohavica – Křídla z mýdla

#### Videoklip roku
- Boris Carloff – Falling
- Buty – Píseň práce
- Kryštof – Inzerát

#### Nejprodávanější album
- Jaromír Nohavica – Tak mě tu máš

#### Síň slávy
- Pavel Bobek

### Žánrové ceny

#### Alternativní hudba
- Please The Trees – A Forest Affair
- Květy – Bílé včely
- Zrní – Soundtrack ke konci světa

#### Elektronická hudba
- Boris Carloff – The Escapist
- Dirty Picnic – View Through the Crystal
- Vložte kočku – TáTa

#### Folk & Country
- Karel Plíhal – Vzduchoprázdniny
- Radůza – Ocelový město
- Zhasni – Na druhém nádvoří
- Zrní – Soundtrack ke konci světa

#### Hard & Heavy
- Master’s Hammer – Vracejte konve na místo.
- Forgotten Silence – La Grande Bouffe
- Mindwork – Eterea

#### Hip-hop & R’n’b
- Hugo Toxxx – Bauch Money Mixtape
- Ektor & DJ Wich – Tetris
- Idea – Daleko blíž

#### Jazz & Blues
- Inner Spaces feat. David Dorůžka – Light Year
- Jaromír Honzák feat. Sissel Vera Pettersen – Blood Sings
- Najponk/Jaromír Honzák/Matt Fishwick – The Real Deal

#### Punk & Hard core
- Pipes and Pints – Found & Lost
- Drom – Hectop
- See You In Hell – Jed
- The Unholy Preachers – Troublemakers

#### Ska & Reggae
- MikkiM – Offbeat Rhapsody
- Coco Jammin – Sklizeň 2012
- Sto zvířat – Hraju na klavír v bordelu

#### World Music
- Tomáš Kočko a Orchestr – Cestou na jih
- Ida Kelarová & Jazz Famelija & Guests – Šunen savore
- BraAgas – Fuerte
- Beata Bocek – Ja tutaj mieszkam